# Festival cinematografici
Lista dei festival cinematografici di tutto il mondo, organizzati per continente e nazione.

## Africa

### Burkina Faso
- FESPACO - Festival Panafricain du Cinéma et de la Télévision de Ouagadougou (Ouagadougou)

### Egitto
- Cairo International Film Festival

### Marocco
- Festival international du film de Marrakech

### Ruanda
- Rwanda Film Festival

### Tunisia
- Giornate cinematografiche di Cartagine
- Mawjoudin Queer Film Festival

## Asia

### Corea del Sud
- Bucheon International Fantastic Film Festival
- Busan International Film Festival

### Cina
- Golden Horse Film Festival (Taipei, Taiwan)
- Shanghai International Film Festival

### Filippine
- Metro Manila Film Festival
- Cinemanila International Film Festival
- Cinemalaya Independent Film Festival

### Giappone
- Tokyo International Film Festival

### India
- Jharkhand International Film Festival & Awards

### Iran
- Fajr International Film Festival (Teheran)

### Israele
- Jerusalem Film Festival

## Europa

### Albania
- Tirana International Film Festival

### Austria
- Steirischer Herbst (Graz)
- Viennale (Vienna International Film Festival)

### Belgio
- Festival internazionale del cinema fantastico di Bruxelles
- Festival del cinema di Ostenda

### Repubblica Ceca
- Festival internazionale del cinema di Karlovy Vary

### Croazia
- Festival del cinema di Pola

### Finlandia
- Midnight Sun Film Festival (Sodankylä)

### Francia
- Festival di Cannes
- Festival del film poliziesco di Cognac
- Festival internazionale del film fantastico di Avoriaz (1973-1993)
- Festival du film de Cabourg
- Annecy cinéma italien
- Festival international du court métrage de Clermont-Ferrand

### Germania
- Bamberger Kurzfilmtage
- Festival internazionale del cinema di Berlino
- Festival internazionale del cortometraggio di Oberhausen

### Irlanda
- Galway Film Fleadh

### Islanda
- Reykjavík International Film Festival (Reykjavík)

### Italia
- 50 Giorni di Cinema Internazionale a Firenze
- Abstracta cinema
- Accordi @ disaccordi - Festival internazionale del cortometraggio
- Alba International Film Festival
- Alice nella città
- Amarcort Film Festival
- AmiCorti International Film Festival
- Animavì - Festival internazionale del cinema di animazione poetico
- Apollo Film Festival
- Arcipelago Film Festival
- Arrivano i corti
- AsoloArtFilmFestival
- Asti Film Festival
- Bari International Film Festival (Bif&st)
- Batìk Film Festival
- Bellaria Film Festival
- Bergamo Film Meeting
- Biografilm Festival
- Bobbio Film Festival
- Busto Arsizio Film Festival
- Ca' Foscari Short Film Festival
- Caorle Independent Film Festival
- Cartoons on the Bay
- Castelli Animati
- Catania film festival
- Cecinema Film Festival
- Cervino Cinemountain
- Circuito Off Venice International Short Film Festival
- Corti da sogni
- CortoLovere
- Cortopotere ShortFilmFestival
- EcoVision Festival
- EstAsia
- Euganea Film Festival
- EuropaCinema
- Far East Film Festival
- Festival Cinema e Ambiente Avezzano
- Festival Cinemambiente
- Festival dei popoli
- Festival del Cinema Africano, d'Asia e America Latina di Milano
- Festa del Cinema di Roma
- Festival del Cinema di Frontiera
- Festival del cinema di Porretta Terme
- Festival del Cinema Europeo
- Festival del documentario d'Abruzzo
- Festival di cinema africano di Verona
- Festival France Cinéma di Firenze 1986-2008
- Festival France Odeon di Firenze
- Festival IMMaginario
- Festival internazionale del cinema di Salerno
- Festival Internazionale del Cinema Nuovo
- Festival internazionale del cortometraggio di Siena
- Festival internazionale del film di fantascienza di Trieste
- Festival MIX Milano
- Fiaticorti
- Film Festival della Lessinia
- Film festival internazionale di Milano
- Filmmaker
- Filmare Festival
- Un film per la pace
- Future Film Festival
- Genova Film Festival
- Giffoni Film Festival
- Giornate del cinema muto
- La Guarimba International Film Festival
- I've Seen Films - International Film Festival
- Imaginaria Film Festival
- Immagini di notte
- Interiora Horror Festival
- International Sport Film Festival
- Io, Isabella International film week
- Ischia Film Festival
- Jalari in corto
- Laceno d'oro
- Lago film fest
- Lampedusa In Festival
- Lovers Film Festival - Torino LGBTQI Visions
- Lucania Film Festival
- Lucca Film Festival
- Maremetraggio
- Massenzio
- Milan Machinima Festival
- Milano Film Festival
- Missing Film Festival
- Montecatini International Short Film Festival
- Mostra internazionale d'arte cinematografica di Venezia
- Mostra internazionale del cinema libero
- Mostra internazionale del Nuovo Cinema di Pesaro
- MystFest
- Napoli Film Festival
- Noir in Festival
- Omovies
- Ottobre Giapponese
- Ozu Film Festival
- Palermo Film Festival
- Raccorti Sociali
- Rassegna internazionale del cinema archeologico di Rovereto
- Ravenna Nightmare Film Fest
- Reggio Calabria Filmfest
- Reggio Film Festival
- Religion Today Film Festival
- River to River. Florence Indian Film Festival
- Riviera International Film Festival
- Roseto opera prima
- Salento International Film Festival
- SalinaDocFest
- Salso Film & TV Festival
- Sardinia International Ethnographic Film Festival
- Schermi d'amore
- Sedicicorto International Film Festival
- Sicani Cinema Experience - Rassegna Cinematografica Sicilia Centrale
- Sole Luna Doc-film Festival
- Sottodiciotto Filmfestival
- Sport film festival
- Sudestival
- Sulmona International Film Festival
- Terra di Siena Film Festival
- Terra di Tutti Film Festival
- Tertio Millennio Film Fest
- Taormina Film Fest
- Torino Film Festival
- Trailers FilmFest
- Trento Film Festival
- Trieste Film Festival
- Trieste Science+Fiction Festival
- ValdarnoCinema Film Festival
- Video Festival Imperia
- VIEW Conference
- Visionaria
- Voci nell'ombra
- Youngabout

### Norvegia
- Premio Amanda

### Paesi Bassi
- International Film Festival Rotterdam

### Portogallo
- Festival internazionale del cinema di Porto (Porto)
- Fike - International Short Film Festival

### Regno Unito
- CineMagic World Screen Festival for Young People (Irlanda del Nord)
- Edinburgh International Film Festival (Scozia)
- Glasgow Film Festival (Scozia)
- Leith Festival (Scozia)
- BFI London Film Festival

### Romania
- Transilvania International Film Festival
- Bucharest International Film Festival

### Russia
- Festival cinematografico internazionale di Mosca

### Spagna
- Festival internazionale del cinema di San Sebastián
- Festival del Cinema di Sitges

### Svezia
- Festival del cinema di Stoccolma

### Svizzera
- Festival dei festival di Lugano
- Giornate cinematografiche di Soletta
- Locarno Film Festival

### Turchia
- International Istanbul Film Festival

## Nord e Centro America

### Canada
- Toronto International Film Festival
- Montreal World Film Festival
- Vancouver International Film Festival

### Stati Uniti
- San Francisco International Film Festival
- Sundance Film Festival (Park City, Utah)
- Slamdance Film Festival (Park City, Utah)
- New York Film Festival
- Seattle International Film Festival
- Mill Valley Film Festival (San Francisco Bay Area, California)
- Nicktoons Film Festival
- Tallgrass Film Festival (Wichita, Kansas)
- Telluride Mountainfilm (Telluride, Colorado)
- Telluride Film Festival (Telluride, Colorado)
- Tribeca Festival (New York)
- LA Shorts Fest
- Taos Mountain Film Festival
- Vegas Movie Awards
- WorldFest-Houston International Film Festival
- Pan African Film Festival

### Messico
- Oaxaca FilmFest

## Sud America

### Argentina
- Festival internazionale del cinema di Mar del Plata, Mar del Plata

### Brasile
- Festival del Cinema di Gramado
- São Paulo International Film Festival

### Colombia
- Festival del Cinema di Bogotà, Bogotà